# 沙魯多爾內鄉
47°17′N 25°21′E / 47.283°N 25.350°E
沙魯多爾內鄉（羅馬尼亞語：Comuna Șaru Dornei, Suceava），是羅馬尼亞的鄉份，位於該國東北部，由蘇恰瓦縣負責管轄，面積180平方公里，海拔高度845米，2002年人口4,195，人口密度每平方公里23人。